# Anders Antonsen
Anders Antonsen (født 27. april 1997 i Aarhus) er en dansk badmintonspiller. Han repræsenterer Aarhus Badmintonklub, men træner til dagligt i Danmarks Badminton Forbunds elitecenter i Brøndby Hallen.
I april 2015 vandt Antonsen i Lublin U/19 europamesterskabet i herresingle. Han har vundet det danske mesterskab i herresingle tre gange i træk fra 2017 til 2019.